# Kojak: The Price of Justice
Kojak: The Price of Justice (în traducere „Kojak: Prețul dreptății”) este un film de televiziune american din 1987, regizat de Alan Metzger⁠(d). A fost produs de compania Universal City Studios ca o continuare a serialului Kojak (1973–1978) și îl are pe actorul Telly Savalas în rolul inspectorului de poliție Theo Kojak. Filmul a fost difuzat în premieră la 21 februarie 1987 în cadrul emisiunii „CBS Saturday Movie” de la postul de televiziune CBS.
Scenariul filmului este inspirat din romanul polițist The Investigation („Investigația”, 1977) al scriitoarei americane Dorothy Uhnak⁠(d) (1930–2006), care prezintă un caz de dublu infanticid asemănător, potrivit mai multor opinii, cu cazul real al lui Alice Crimmins⁠(d), precum și de personajul titular al serialului Kojak, creat de Abby Mann⁠(d).
Inspectorul Theo Kojak, personajul principal al filmului, anchetează aici uciderea a doi copii mici, care au fost găsiți plutind pe râul Harlem⁠(d), și încearcă să afle dacă mama lor, Kitty Keeler (interpretată de Kate Nelligan⁠(d)), este vinovată sau nu de moartea lor.

## Rezumat
Ofițerul de poliție Theo Kojak, avansat anterior la gradul de inspector și numit comandant al unității Infracțiuni Grave⁠(d) (Major Crimes Unit), este anunțat că au fost găsite cadavrele a doi băieți plutind pe râul Harlem⁠(d). Unul din băieți murise sufocat, iar celălalt fusese împușcat. Procurorul districtual Neary, care aspira la postul de primar al orașului New York, îi cere lui Kojak să rezolve acest caz de dublu infanticid până la viitoarele alegeri municipale, promițându-i că, în cazul că va fi ales, îl va numi în funcția de detectiv șef al Poliției din New York. Kojak acceptă și preia conducerea anchetei. După identificarea copiilor, cei doi părinți sunt aduși la audieri. Mama băieților, Kitty Keeler, declară că fusese singură acasă cu ei în acea noapte tragică, deoarece soțul ei înstrăinat, George, rămăsese să doarmă la barul pe care-l deținea, și își dăduse seama abia în dimineața următoare că băieții lipseau. Ambii părinți neagă că ar fi vinovați de dispariția și moartea celor doi copii.
Principalul suspect devine Kitty Keeler, ca urmare a trecutului ei scandalos și a relațiilor cu mai multe persoane importante și influente, menționate în agenda ei personală. Poliția descoperă în urma investigațiilor că mama copiilor i-a telefonat de două ori în aceeași noapte lui Vincent Marsucci, proprietarul lanțului de cluburi „The Joy of Health” și unul dintre capii Mafiei din Florida. Interogat, Marsucci recunoaște că a vorbit în acea noapte cu Kitty și declară că ea i-a spus că și-a omorât cei doi copii. În baza acestei mărturii, procurorul districtual o acuză pe Kitty de săvârșirea dublei crime. Curând după aceea, George Keeler îi telefonează lui Kojak și mărturisește că el i-a ucis pe cei doi băieți într-un moment de furie, după care se sinucide. Kojak descoperă în portofelul lui George o carte de vizită a lui Aubrey Dubose, proprietarul unui ziar de mare tiraj din New York, pe spatele căreia fusese scrisă o ofertă de ajutor în caz de nevoie pentru Kitty. Cu toate acestea, Dubose declară că nu-și amintește că i-ar fi înmânat o astfel de carte de vizită. Cazul se complică în zilele următoare prin asasinarea lui Marsucci de către un ucigaș plătit. Mărturisirea lui George și asasinarea lui Marsucci (singurul martor al acuzării) periclitează succesul demersului judecătoresc al procuraturii.
În aceste condiții, conducerea Poliției decide închiderea cazului, dar procurorul districtual îl roagă pe Kojak să continue ancheta pe cont propriu. Prin urmare, inspectorul o contactează pe Kitty și o duce la o casă de vacanță de la marginea orașului pentru a-i putea câștiga încrederea și a discuta în liniște cu ea. Acolo, după o noapte de odihnă, Kitty îi mărturisește că, exasperată de plânsetele băieților, i-a sedat cu somnifere și a contactat apoi un vechi prieten, traficantul de droguri Billy Cheever, care a trimis un șofer ca să o aducă la o petrecere. A lipsit de acasă câteva ore în acea noapte, iar când s-a întors a descoperit că băieții dispăruseră și a bănuit că soțul ei i-ar fi luat. Kojak, care se simte tot mai atras de Kitty Keeler, începe să creadă că ea este nevinovată și încearcă, cu ajutorul detectivului Milton Bass (noul său ajutor), să-i verifice povestea. Traficantul Billy Cheever fusese ucis anterior într-o execuție de tip mafiot, dar șoferul Benjamin „Cubanezul” recunoaște că a dus-o la o petrecere, această poveste fiind confirmată de doamna Quintana, o femeie hispanică, și de sora ei, Nina.
Cazul pare definitiv rezolvat, toate probele părând să-l indice pe George Keeler ca autor al dublei crime. Kojak se încăpățânează totuși să verifice fiecare amănunt și reușește să-l găsească pe contabilul Arnold Nadler, un vecin al soților Keeler, care observase în acea noapte un bărbat ce punea un pachet învelit într-o pătură în mașină. Pe baza informațiilor oferite de el, este identificat ucigașul Lorenzo, dar acesta moare într-un accident auto produs în timp ce încerca să scape de sub urmărirea poliției. Lorenzo reușește totuși în ultimele sale clipe de viață să-i spună lui Kojak că fusese angajat de Aubrey Dubose, iar proprietarul de ziar recunoaște că a ajutat-o pe Kitty să-și ascundă crima. Noile probe obținute de Kojak conduc la arestarea lui Kitty Keeler, care mărturisește în interogatoriul luat în celula închisorii că a încercat să-l facă pe băiatul cel mic să se oprească din plâns și i-a pus mâna pe gură, sufocându-l, iar mai apoi Lorenzo i-a transportat pe cei doi băieți pe malul râului Harlem, unde l-a împușcat pe băiatul cel mare și a aruncat ambele cadavre în apă.

## Distribuție
- Telly Savalas — inspectorul de poliție Theo Kojak, comandantul unității Infracțiuni Grave[1][11][13][14]
- Kate Nelligan⁠(d) — Kitty Keeler, mama băieților[1][11][13][14]
- Pat Hingle⁠(d) — George Keeler, soțul lui Kitty, tatăl băieților[1][11][13][14]
- Jack Thompson — Aubrey Dubose, proprietarul unui ziar de mare tiraj[1][11][13][14]
- Brian Murray⁠(d) — Timothy Neary, procurorul districtual[1][11][13][14]
- John Bedford Lloyd⁠(d) — detectivul Milton Bass, ajutorul lui Kojak[1][11][13][14]
- Jeffrey DeMunn — Vincent Marsucci, proprietarul lanțului de cluburi „The Joy of Health” și unul dintre capii Mafiei din Florida (menționat Jeffrey De Munn)[1][11][13][14]
- Tony Di Benedetto — detectivul Louis Catalano[1][11][13][14]
- Ron Frazier — J.T. Williams, avocatul lui Kitty Keeler[1][13][14]
- Stephen Joyce⁠(d) — detectivul șef Brisco, superiorul lui Kojak[1][13][14]
- Earl Hindman⁠(d) — Danny, managerul barului Keeler's[1][11][13][14]
- James Rebhorn⁠(d) — Henry Quibro, procurorul districtual adjunct[1][11][13][14]
- Martin Shakar⁠(d) — Arnold Nadler, contabil, vecinul soților Keeler care s-a mutat imediat după săvârșirea crimelor[1][13][14]
- Joseph Carberry⁠(d) — Lorenzo, ucigașul plătit[1][13][14]
- Fausto Bara — Benjamin Oya „Cubanezul”, șoferul și omul de încredere al traficantului Billy Cheever[1][13][14]
- Novella Nelson⁠(d) — Pearl Silverberg, bona celor doi băieți[1][13][14][14]
- Lee Wallace⁠(d) — inspectorul de poliție Barnes, „Chief of Operations” în cadrul NYPD[1][13]
- Kenneth Ryan — Johnson[1][13][14]
- Norman Matlock — judecătorul procesului de omucidere[1][13]
- Miriam Cruz — doamna Quintana, femeia hispanică care i-a întâlnit în acea seară pe Benjamin și Kitty[1][13]
- Candace Savalas — ofițerul de poliție Anna Witt[1][11][13][14]
- Margaret Thompson⁠(d) — chiriașa vecină a familiei Keeler[1][13]
- Stanley Tucci — chiriașul vecin al familiei Keeler[1][13]
- Angela Pietropinto — Nancy, secretara lui Nadler[1][13]
- Alvin A. Carmines — preotul catolic[1][13]
- M. Eric Donlan — adolescentul sedus de Marsucci[1][13]
- Nick Savalas — ofițer de la tribunal (menționat Nicholas L. Savalas)[1][13]
- Naya G. Tolischus — Nina, sora doamnei Quintana[1][13]
- Nicholas Georgiade⁠(d) — detectiv (menționat Nick Georgiade)[1][13]
- Scott Atkins — ofițer de la tribunal (nemenționat)[15]
- Frank Mancuso — Harry, gardianul de la apartamentul familiei Keeler (nemenționat)[15]

## Producție

### Sursa de inspirație
Scenariul filmului a fost inspirat din romanul polițist The Investigation („Investigația”, 1977) al popularei scriitoare Dorothy Uhnak⁠(d) (1930–2006), care lucrase timp de 14 ani în cadrul New York City Transit Police⁠(d), dintre care 12 ani ca detectiv și publicase anterior alte cinci romane polițiste. Apariția romanului The Investigation a generat controverse la vremea sa deoarece povestea prezentată acolo ar fi fost modelată, potrivit unor opinii, după cazul real al lui Alice Crimmins⁠(d), care a fost condamnată pentru uciderea celor doi copii ai ei în anul 1965. Această asociere a fost amplificată de eliberarea condiționată cu doar o săptămână mai înainte a lui Alice Crimmins, eveniment care a fost prezentat, de asemenea, în presa din New York. Ziarele vremii publicaseră în cursul celor trei ani de proces (1965–1968) amănunte numeroase despre cazul de dublu infanticid, precum și mărturii despre relațiile extraconjugale ale Alice Crimmins și despre posibilele ei legături cu gangsteri. Cu toate acestea, Dorothy Uhnak a negat frecvent că s-ar fi inspirat din acel caz și a susținut permanent că personajul Kitty Keeler, la fel ca și celelalte personaje, ar fi în întregime creația ei. Scriitoarea a mărturisit că a asistat la începuturile carierei sale de polițistă la găsirea pe o linie de metrou a cadavrului unui copil ucis, iar această întâmplare i-a rămas în minte chiar și după două decenii.
Romanul The Investigation prezintă povestea sergentului Joe Peters, un polițist de vârsta mijlocie, care anchetează uciderea a doi copii și o suspectează pe mama lor, Kitty Keeler, o femeie frumoasă și enigmatică, cu prieteni mafioți. O relație sentimentală se înfiripă între polițist și femeia anchetată, iar polițistul vrea să afle în interesul său personal dacă ea este vinovată sau nu. Finalul romanului este însă ambiguu. Asocierea cărții cu cazul Crimmins a contribuit la popularizarea ei: astfel, editura Simon and Schuster a achiziționat drepturile de publicare ale romanului pentru suma de 1.595.000 de dolari, iar compania Paramount a cumpărat drepturile de ecranizare.

### Filmări

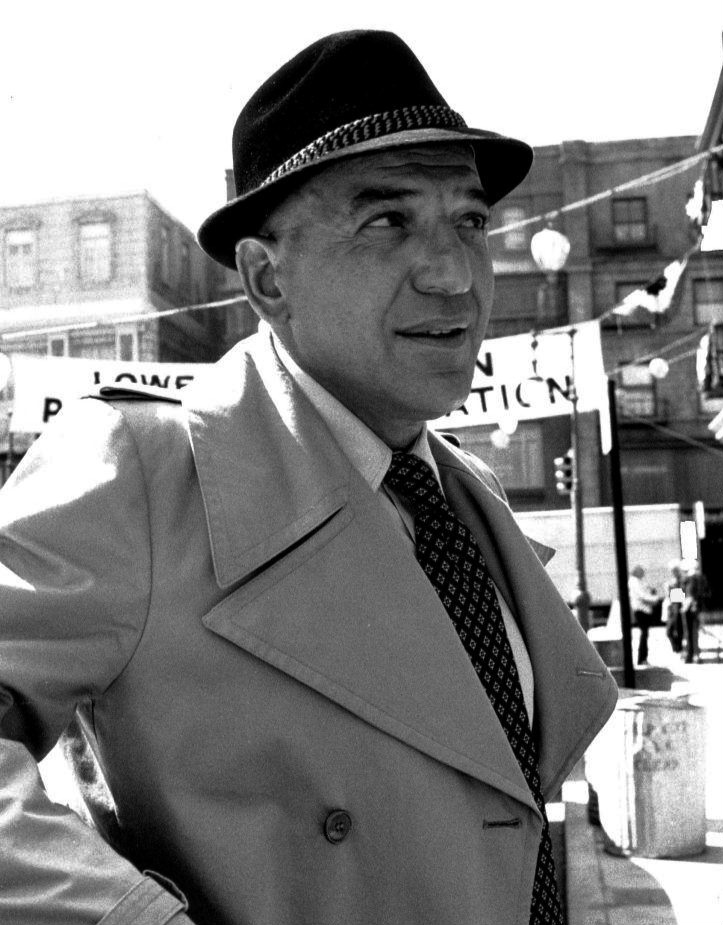
Actorul Telly Savalas în rolul locotenentului Theo Kojak

Ecranizarea romanului The Investigation a fost realizată de compania Universal City Studios și i-a avut ca producători pe Albert Ruben (producător), James Duff McAdams (producător executiv), Dan Lieberstein și Peter A. Runfolo (coproducători) și Stuart Cohen (producător supervizor) și ca regizor pe Alan Metzger⁠(d). Scenariul filmului a fost scris de Albert Ruben, în colaborare cu Abby Mann⁠(d) (creatorul personajului Kojak). Locul sergentului Joe Peters, care se îndrăgostește în roman de suspecta principală, a fost luat aici de polițistul Theo Kojak. Au fost operate unele modificări față de serialul de televiziune: locotenentul Kojak a fost avansat la gradul de inspector și a primit conducerea unei unități noi, iar, din acest motiv, a trebuit să lucreze cu o echipă nouă. Rolul de asistenți ai lui Kojak, care era îndeplinit în serial de detectivi precum Crocker și Stavros, a fost preluat aici de detectivul Bass. Interpretul detectivului Stavros, George Savalas⁠(d), care era fratele mai mic al lui Telly, murise deja de leucemie la 2 octombrie 1985.
Filmările au fost realizate în diferite locuri din New York de către directorul de imagine Victor J. Kemper⁠(d), sub coordonarea inițială a regizorului Rick Wallace⁠(d) și apoi a regizorului Alan Metzger. Printre locurile de filmare se află zona din apropierea Podului Henry Hudson (locul unde au fost găsite cadavrele copiilor), New York Hilton Midtown de pe 1335 Avenue Of The Americas (hotelul unde are loc conferința polițiștilor), sediul secției 1 a NYPD de pe 16 Ericsson Place (secția de poliție), Park West Village de pe 392 Central Park West (apartamentul lui Kitty), sediul New York County Courthouse de pe 60 Centre Street (judecătoria) etc.
Decorurile filmului au fost concepute de Jeffrey Beecroft, iar costumele au fost create de Gary Jones. Muzica a fost compusă de Patrick Williams⁠(d), iar montajul a fost realizat de Robert Q. Lovett⁠(d). Actorul Telly Savalas a reluat aici rolul Kojak, la doi ani după lansarea filmului Kojak: The Belarus File (1985), care fusese prima încercare de readucere pe ecran a personajului, și l-a interpretat apoi în câteva filme de televiziune, difuzate în mod neregulat.

## Lansare
Kojak: The Price of Justice a fost difuzat în premieră la 21 februarie 1987 în cadrul emisiunii „CBS Saturday Movie” de la postul de televiziune CBS. Difuzarea filmului a avut loc între orele 21 și 23. A fost prezentat, de asemenea, și în alte țări precum Argentina (1 martie 1988), Japonia (27 ianuarie 1989), Republica Federală Germania (11 martie 1989, premieră TV la postul ARD), Franța (3 aprilie 1989) și Țările de Jos (11 ianuarie 1992).

## Recepție

### Aprecieri critice
Recenziile criticilor au fost parțial dezamăgitoare, reproșând implicarea personajului principal al serialului Kojak într-o poveste atât de neplăcută, pierderea agilității îndrăgitului polițist și lipsa colaboratorilor săi apropiați precum Crocker și Stavros.
Polițistul Theo Kojak era un personaj îndrăgit de public, după cum remarca Miles Beller în revista The Hollywood Reporter: „Kojak ca erou de televiziune a avut întotdeauna o anumită atracție. Pentru că, așa cum este interpretat de Savalas, el este un polițist cu o atitudine destul de detașată, dar nedumerită. [...] Într-adevăr, având în vedere aspectul său fizic, Kojak a părut întotdeauna un cruciat al crimei improbabil, un om care ar lucra mai degrabă cu Willy Loman din Moartea unui comis voiajor decât ca un centurion nou, confrate al lui Joe Friday din Dragnet”. Imaginea personajului s-a deteriorat însă în acest film atât din cauza îmbătrânirii inevitabile a lui Telly Savalas, cât și a schimbărilor operate de producători, determinându-l pe critic să afirme cu amărăciune: „Theo Kojak, acel locotenent NYPD dur ca oțelul, splendid îmbrăcat, care suge acadele, construit cu o putere magnetică de Telly Savalas în anii 1970, a fost numit inspector de poliție. Mai mult, el și-a pierdut ajutoarele sale dinamice, reflexele rapide de pisică și calmul său dur-catifelat; acum, el este acadeaua.”. Beller concluziona că filmul are „un scenariu cu ritm rapid”, iar „Telly [Telly Savalas – n.n.] îl prezintă așa cum este”, dovedindu-se aici a fi „un ofițer de poliție din New York care caută doar să reducă criminalitatea, caută doar să își facă treaba”.
În mod similar, criticul John Leonard constata într-o recenzie publicată în revista New York că personajul „arată, de asemenea, fragil. Picioarele sunt mai scurte, umerii nu atât de largi, ochii au ajuns până la lună și au văzut niște cratere. A fost promovat în funcția de inspector, iar puterea sporită pare să-i fi multiplicat șansele de dezamăgire, la fel ca un card exclusivist.”. Lipsa colaboratorilor vechi ai lui Kojak este compensată aici, în opinia lui Leonard, de detectivul Milton Bass, care se dovedește a fi „o minune de privit în momentele de acțiune și de frustrare”, în timp ce interpretarea lui Kate Nelligan este elogiată, fiind considerată „ca de obicei, superbă [...]”, deoarece actrița nu avea decât interpretări „de primă clasă”. În ciuda unor lipsuri constatate, Leonard concluzionează că „The Price of Justice te atrage negreșit. Are mai multă rațiune decât cei care l-au realizat. Este atât un studiu al puterii și egoismului, cât și un film polițist solid. Iar Kojak, îmbătrânit și micșorat, devine un Maigret american ciudat. Adevărul îl întristează.”.
Criticul revistei Daily Variety a consemnat următoarele: „Kojak este calm, mai comod, implicat în chestii complicate în timp ce caută să descopere adevărurile din acest caz. [...] Dacă vor fi mai multe astfel de excursii, Kojak ar face bine să abandoneze postul său de conducere, să adune un pluton care să acționeze rapid și să se culce într-un depozit de acadele.”.
Enciclopedia cinematografică germană Lexikon des internationalen Films descrie astfel acest film: „Experimentatul inspector șef al Departamentului de Infracțiuni Grave din New York investighează cu sensibilitate din punct de vedere psihologic uciderea a doi copii mici, a căror mamă atrăgătoare rămâne suspectă chiar și după sinuciderea soțului ei. Film polițist (de televiziune) ambițios, solid montat; destul de interesant, dar mai degrabă clișeistic în intrigă și în unele intenții critice în plan social.”.

### Premii
Directorul de imagine Victor J. Kemper⁠(d) a fost nominalizat la premiul Primetime Emmy⁠(d) pentru cea mai bună imagine a unui miniserial sau a unui film de televiziune⁠(d) în 1987 și la premiul American Society of Cinematographers⁠(d) pentru cea mai bună imagine a unui film de televiziune, miniserial sau pilot⁠(d) în 1988, ambele nominalizări fiind pentru calitatea imaginii filmului Kojak: The Price of Justice.